# Numero atomico

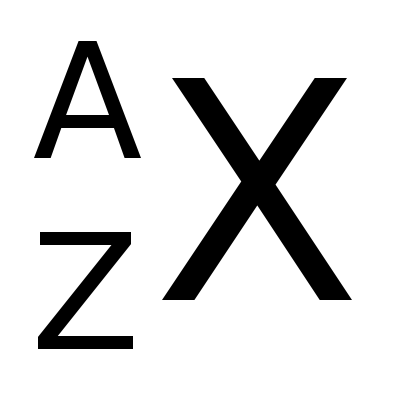
Z - Numero atomico

Il numero atomico (indicato solitamente con Z, dal termine tedesco Zahl, che significa numero, e detto anche numero protonico) corrisponde al numero di protoni contenuti in un nucleo atomico: in un atomo neutro il numero atomico è pari anche al numero di elettroni; in caso contrario si è in presenza di uno ione; si usa scrivere questo numero come pedice sinistro del simbolo dell'elemento chimico in questione: per esempio 6C, poiché il carbonio ha sei protoni.
A ogni numero atomico corrisponde un diverso elemento chimico, il quale viene collocato nella tavola periodica proprio in funzione del relativo valore di Z. La legge di Moseley permette di ricavare il numero atomico di un dato elemento misurando la frequenza della riga caratteristica corrispondente all'emissione di raggi X. Atomi aventi stesso numero atomico ma diverso numero di neutroni sono detti isotopi e differiscono fra loro per il diverso numero di massa, indicato con A e dato dalla somma del numero di protoni e neutroni totali (nucleoni).

## Storia

### La tavola periodica degli elementi

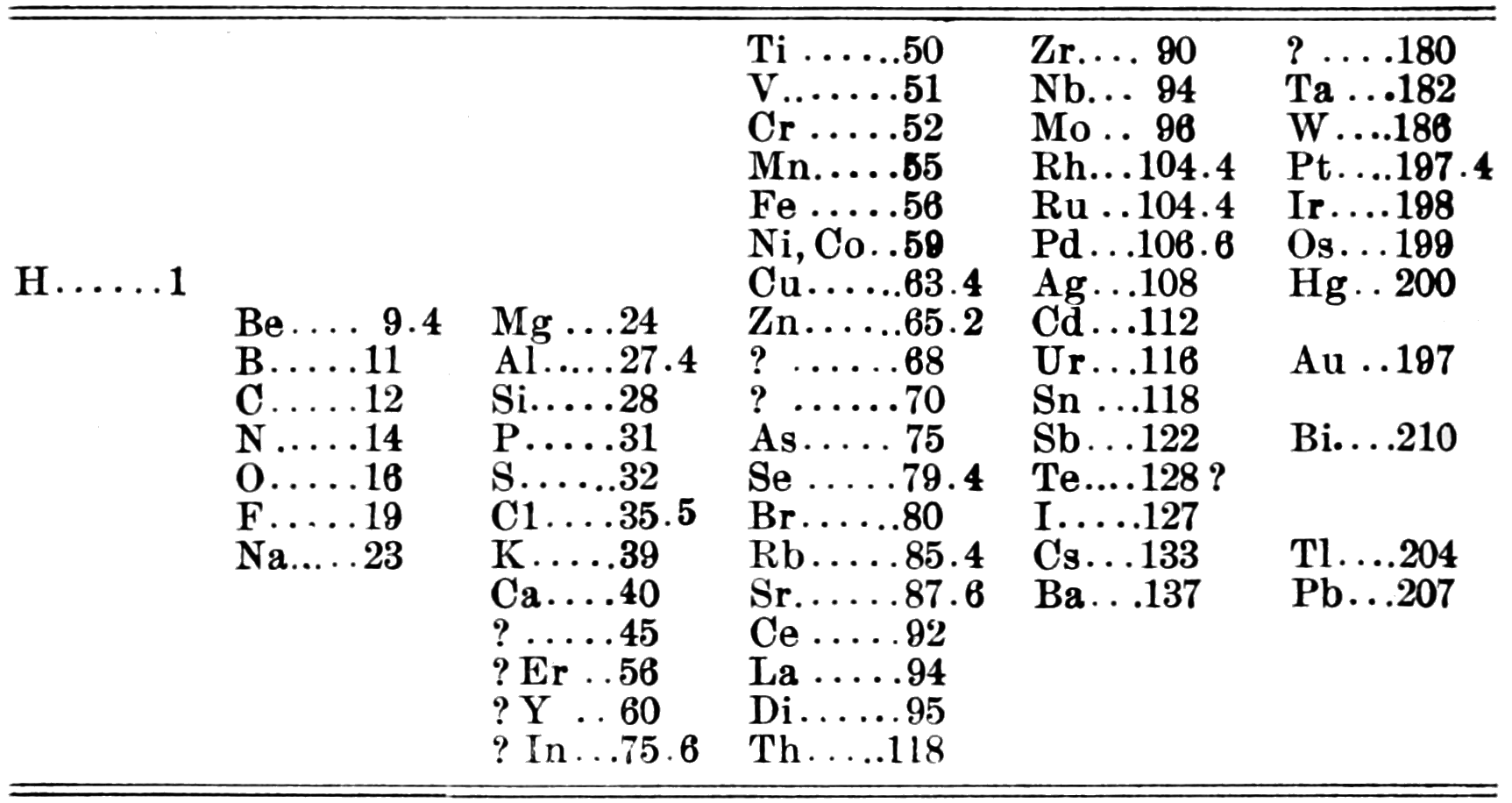
Tavola periodica di Mendeleev

La costruzione di una tabella periodica degli elementi permette un ordinamento degli elementi, che vengono così numerati e classificati in un certo ordine.
Dmitri Mendeleev organizzò le sue prime tavole periodiche in ordine di peso atomico (Atomgewicht). Tuttavia, considerando le proprietà chimiche osservate degli elementi, egli cambiò leggermente l'ordine e pose il tellurio (peso atomico 127,6) davanti allo iodio (peso atomico 126,9). Questa sua intuizione risulterà coerente con la prassi moderna di ordinare gli elementi in base al numero di protoni, Z, seppure il concetto di numero atomico non fosse ancora noto a quell'epoca. 
Ad ogni modo, una semplice numerazione in base alla posizione nella tavola periodica non fu mai del tutto soddisfacente. Oltre al caso dello iodio e del tellurio, successivamente diverse altre coppie di elementi (come argon e potassio, cobalto e nichel) presentarono lo stesso problema, necessitando, sulla base delle proprietà chimiche osservate, di invertire la loro posizione nella tavola periodica basata sui pesi atomici.

### Il modello atomico di Rutherford e l'ipotesi di van den Broek
Nel 1911 Ernest Rutherford, dopo avere effettuato il suo noto esperimento della lamina d'oro, formulò un nuovo modello atomico in cui la massa era concentrata in un nucleo caricato positivamente e avente un valore di carica approssimativamente uguale alla metà della massa atomica dell'atomo. A distanza di un mese dal momento in cui Rutherford pubblicò i risultati dei suoi esperimenti, il fisico olandese Antonius van den Broek divenne il primo a comprendere l'esistenza di una relazione tra il numero associato a un elemento nella tavola periodica e la carica del suo nucleo atomico.

### L'esperimento di Moseley
Nel 1913 Henry Moseley si propose di verificare sperimentalmente quanto asserito da van den Broek basandosi sul modello atomico di Bohr. Egli bombardò con un flusso di elettroni una serie di elementi disposti consecutivamente nella tavola periodica misurando la frequenza dei raggi X da essi emessi. Trovò che la radice quadrata della frequenza aumentava, progredendo nell'ordine stabilito dalla tavola periodica, all'aumentare della carica del nucleo atomico che corrispondeva proprio al numero atomico. Ordinando quindi gli elementi in ordine crescente di numero atomico, piuttosto che basandosi sul peso atomico, fu possibile superare anche le incongruenze notate da Mendeleev con la sua classificazione periodica.
Si dovette comunque attendere la scoperta del neutrone, avvenuta nel 1932 grazie a James Chadwick, per chiarire definitivamente la struttura atomica in modo corretto.